# أرليت شابوت
أرليت شابوت (بالفرنسية: Arlette Chabot)‏ هي صحفية ومذيعة أخبار فرنسية، ولدت في 21 يوليو 1951 في شارتر في فرنسا.

## وصلات خارجية
- أرليت شابوت على موقع IMDb (الإنجليزية)
- أرليت شابوت على موقع ألو سيني (الفرنسية)
- أرليت شابوت على موقع قاعدة بيانات الفيلم (الإنجليزية)